# Klasse van wilgenvloedbossen en -struwelen
De klasse van wilgenvloedbossen en -struwelen (Salicetea purpureae) is een klasse van syntaxa die vloedbos- en vloedstruweelvegetatie omvat die voorkomt op periodiek overstroomde, laaggelegen gronden. Typisch voor de bossen en struwelen uit deze klasse zijn de dominerende en aspectbepalende smalbladige wilgen en soms ook populieren.

## Naamgeving en codering
- Frans: Forêts riveraines à bois tendre
- Duits: Weichholzauen-Gehölze, Weidengebüsche und Weidenwälder
- Engels: Willow and poplar woods of river banks and wide valleys
- Syntaxoncode voor Nederland (rVvN): r41
- BWK-karteringscode: sf

De wetenschappelijke naam Salicetea purpureae is afgeleid van de botanische naam van een kensoort van deze klasse, de bittere wilg (Salix purpurea).

## Fysiognomie
De klasse bevat qua formaties zowel loofbossen als -struwelen. De vegetatiestructuur wordt gekenmerkt door een dominante boom- en/of struiklaag; deze gaan vaak in elkaar over. De vegetatie kan matig open tot zeer dicht zijn. Naast een aantal wilgensoorten komt ook de zwarte populier voor. Deze bomen verspreiden zich door zaden met vruchtpluis of vegetatief met afgebroken takken.
De kruidlaag bestaat meestal uit een weelderige ruigte met soorten die ook in de klasse van natte strooiselruigten en de riet-klasse worden aangetroffen.
De moslaag is beperkt, het gewoon dikkopmos is de meest voorkomende mossensoort.

## Ecologie
De klasse van wilgenvloedbossen en -struwelen omvat plantengemeenschappen van periodiek overstroomde, laaggelegen gronden in de uiterwaarden van grote rivieren en in het zoetwatergetijdengebied. De bodem is in de regel weinig gestructureerd, eutroof, en min of meer kalkhoudend. In tegenstelling tot de klasse van wilgenbroekstruwelen (Franguletea) is de grondwaterspiegel bij klasse van wilgenvloedbossen en -struwelen zeer variabel. Hevige overstromingen en kruiend ijs, erosie en sedimentatie zorgen voor dynamiek, brengen voedsel aan en beschadigen of ontwortelen regelmatig bomen; de vegetatie herstelt zich meestal vrij snel. Ook binnendijks komen deze gemeenschappen voor, maar zijn dan meestal beperkt tot struwelen.
Wilgenvloedbossen werden historisch aangeplant om als hakhout beheerd te worden; deze grienden werden langs de grote rivieren en onder andere in de Biesbosch algemeen aangetroffen. Verlaten grienden evolueren spontaan tot wilgenvloedbosgemeenschappen uit deze klasse.

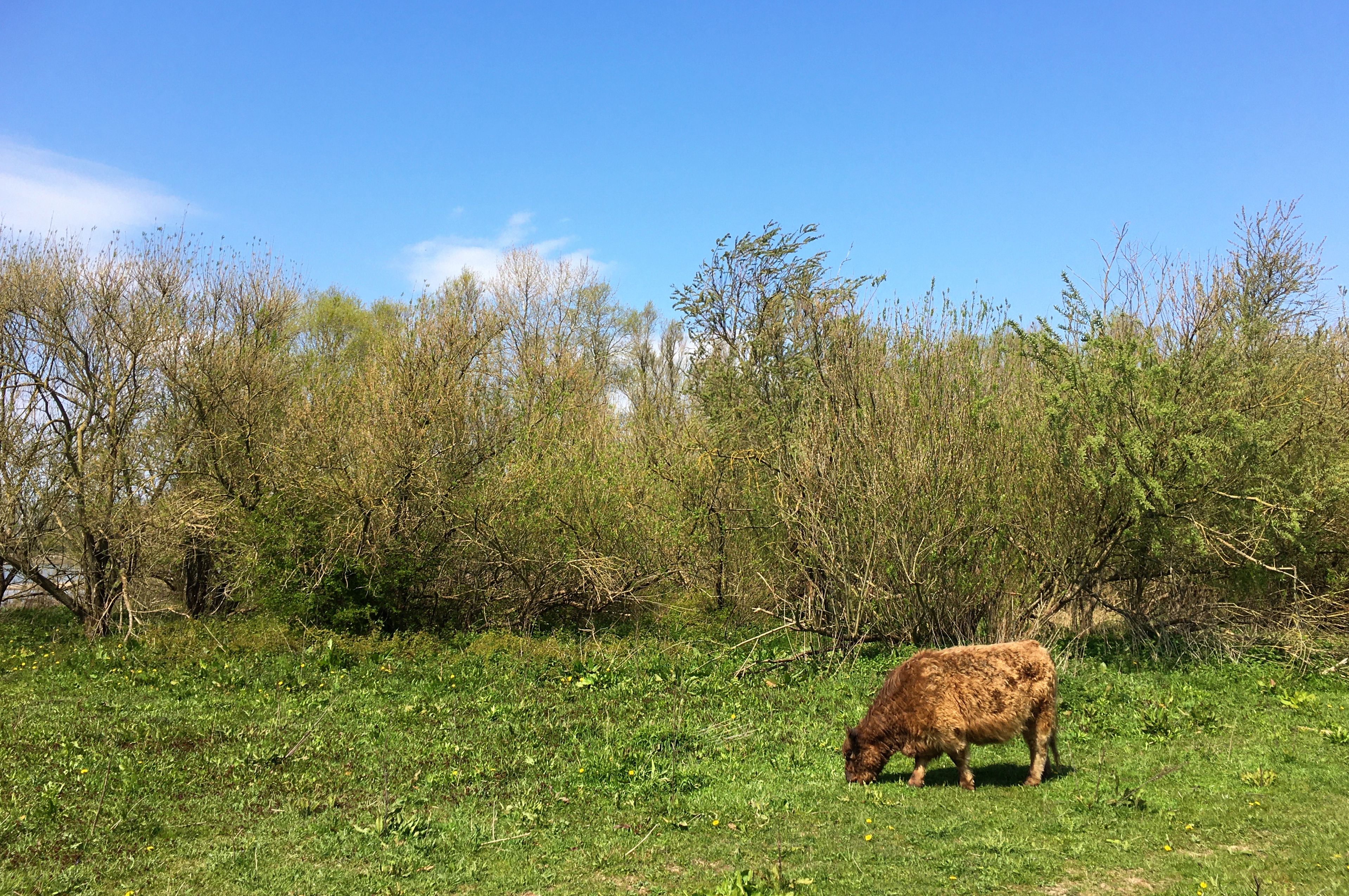
Aspect van een vloedstruweel uit de klasse van wilgenvloedbossen en -struwelen

## Onderliggende syntaxa in Nederland en Vlaanderen
De klasse van wilgenvloedbossen en -struwelen wordt in Nederland en Vlaanderen vertegenwoordigd door maar één orde en maar één onderliggend verbond. In totaal omvat deze klasse in Nederland en Vlaanderen drie associaties, één derivaatgemeenschap en één rompgemeenschap.
- - orde van wilgenvloedbossen en -struwelen (Salicetalia)
    - verbond van wilgenvloedbossen en -struwelen (Salicion albae)
      - bijvoet-ooibos (Artemisio-Salicetum albae)
      - lissen-ooibos (Irido-Salicetum albae)
      - veldkers-ooibos (Cardamino amarae-Salicetum albae)

- derivaatgemeenschap met reuzenbalsemien (DG Impatiens glandulifera-[Salicion albae/Alno-Padion])
- rompgemeenschap met grote brandnetel (RG Urtica dioica-[Salicion albae])

## Vegetatiezonering

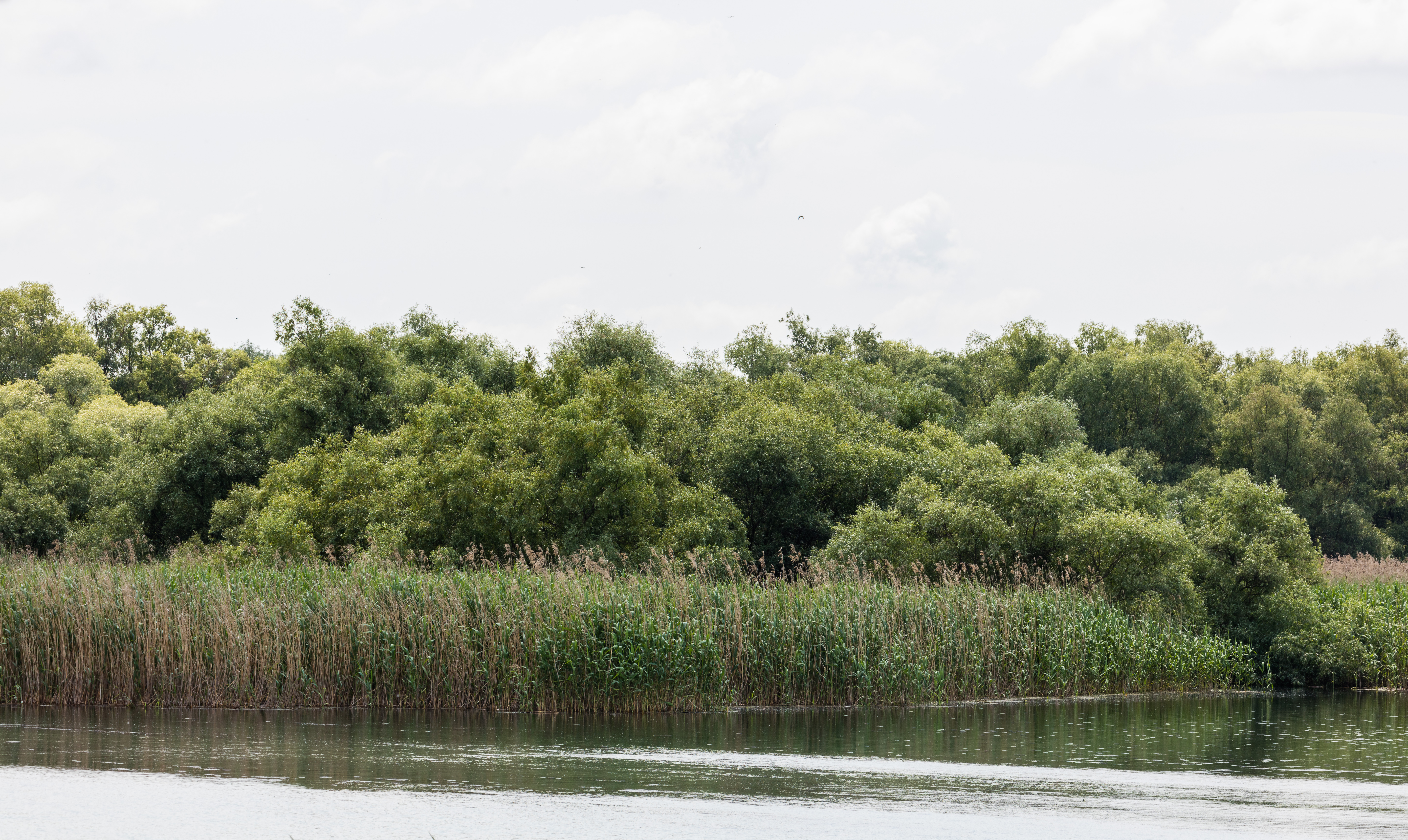
Vloedstruweel van het verbond van wilgenvloedbossen en -struwelen, omgeven door de riet-associatie.

In de vegetatiezonering vormt de vegetatie van de klasse van wilgenvloedbossen en -struwelen regelmatig contactgemeenschappen met vegetatie uit de klasse van nitrofiele zomen, de klasse van natte strooiselruigten, de riet-klasse, de klasse van ruderale gemeenschappen, de klasse van doornstruwelen, de weegbree-klasse en de eendenkroos-klasse.
Als afhankelijke gemeenschappen zijn vaak vrijwel altijd syntaxa van de kringmos-klasse als epifytische vegetatie in wilgenvloedbossen en -struwelen te vinden. Ook de boomsterretje-associatie is relatief vaak in deze bossen aanwezig.

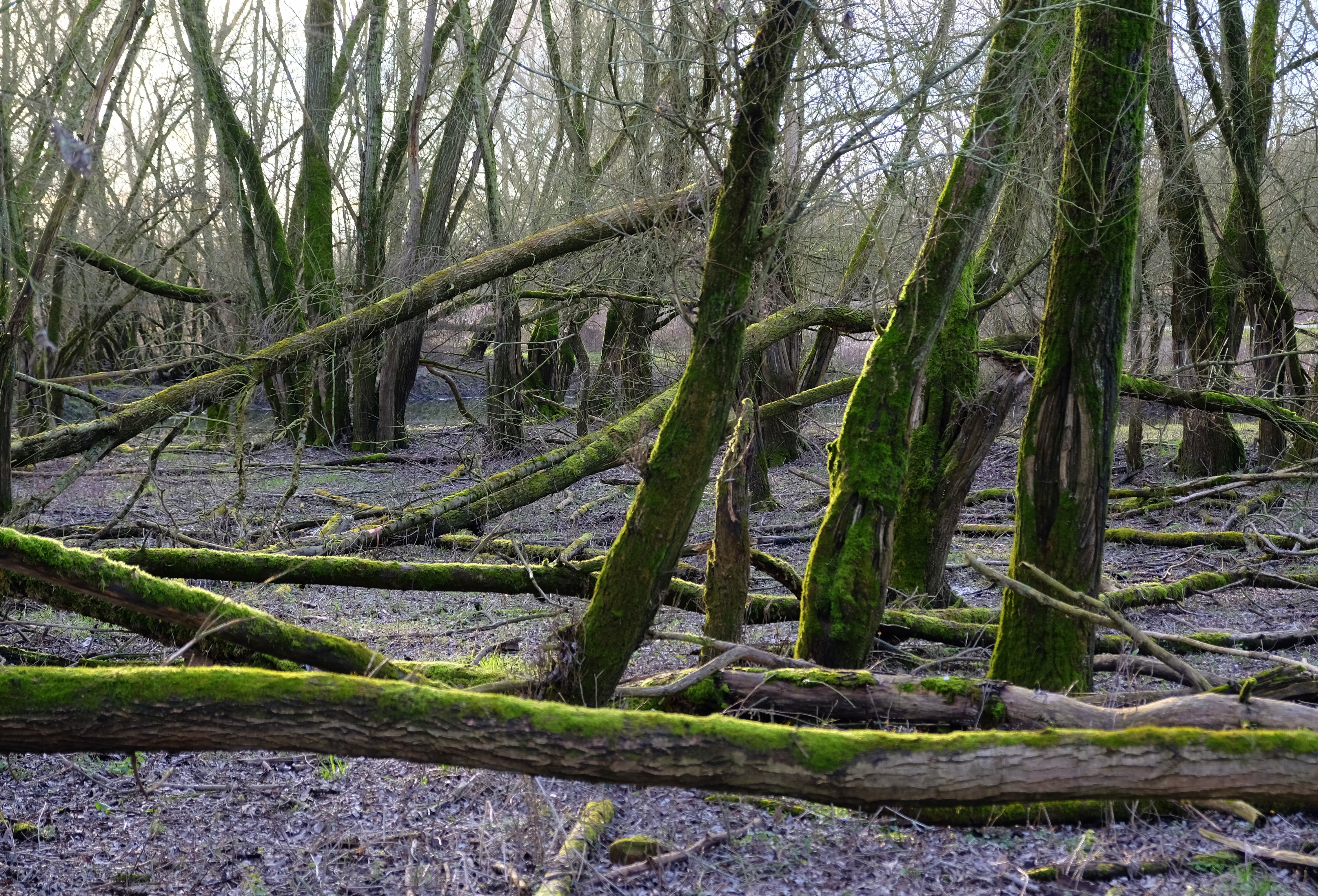
Vooral in het winteraspect vallen de houtbewonende mossengemeenschappen van het verbond van wilgenvloedbossen en -struwelen op.

## Diagnostische taxa voor Nederland en Vlaanderen
In de onderstaande tabel staan de belangrijkste kensoorten en begeleidende soorten van de klasse van wilgenvloedbossen en -struwelen voor Nederland en Vlaanderen.
Boomlaag
| Kentaxon | Diff. soort | Presentie | Triviale naam | Botanische naam | Opmerking |
| -------- | ----------- | --------- | ------------- | --------------- | --------- |
| kK       |             | > 70%     | schietwilg    | Salix alba      |           |
| kK       |             | > 50%     | katwilg       | Salix viminalis |           |
| kK       |             | > 40%     | amandelwilg   | Salix triandra  |           |
| kK       |             | < 10%     | kraakwilg     | Salix fragilis  |           |

Struiklaag
| Kentaxon | Diff. soort | Presentie | Triviale naam | Botanische naam | Opmerking |
| -------- | ----------- | --------- | ------------- | --------------- | --------- |
| kK       |             |           | bittere wilg  | Salix purpurea  |           |

Kruidlaag
| Kentaxon | Diff. soort | Presentie | Triviale naam    | Botanische naam | Opmerking |
| -------- | ----------- | --------- | ---------------- | --------------- | --------- |
| bg       |             |           | grote brandnetel | Urtica dioica   |           |
| bg       |             |           | dauwbraam        | Rubus caesius   |           |

Moslaag
| Kentaxon | Diff. soort | Presentie | Triviale naam | Botanische naam     | Opmerking |
| -------- | ----------- | --------- | ------------- | ------------------- | --------- |
| bg       |             |           | kleisnavelmos | Oxyrrhynchium hians |           |

## Biologische Waarderingskaart
In de Biologische Waarderingskaart (BWK) van Vlaanderen en het Brussels Hoofdstedelijk Gewest staat deze klasse, samen met de associatie van grauwe wilg uit de verwante klasse van wilgenbroekstruwelen, bekend als vochtig wilgenstruweel op voedselrijke bodem (sf).
Het vochtig wilgenstruweel op voedselrijke bodem wordt gewaardeerd als 'Biologisch zeer waardevol'.

## Fotogalerij

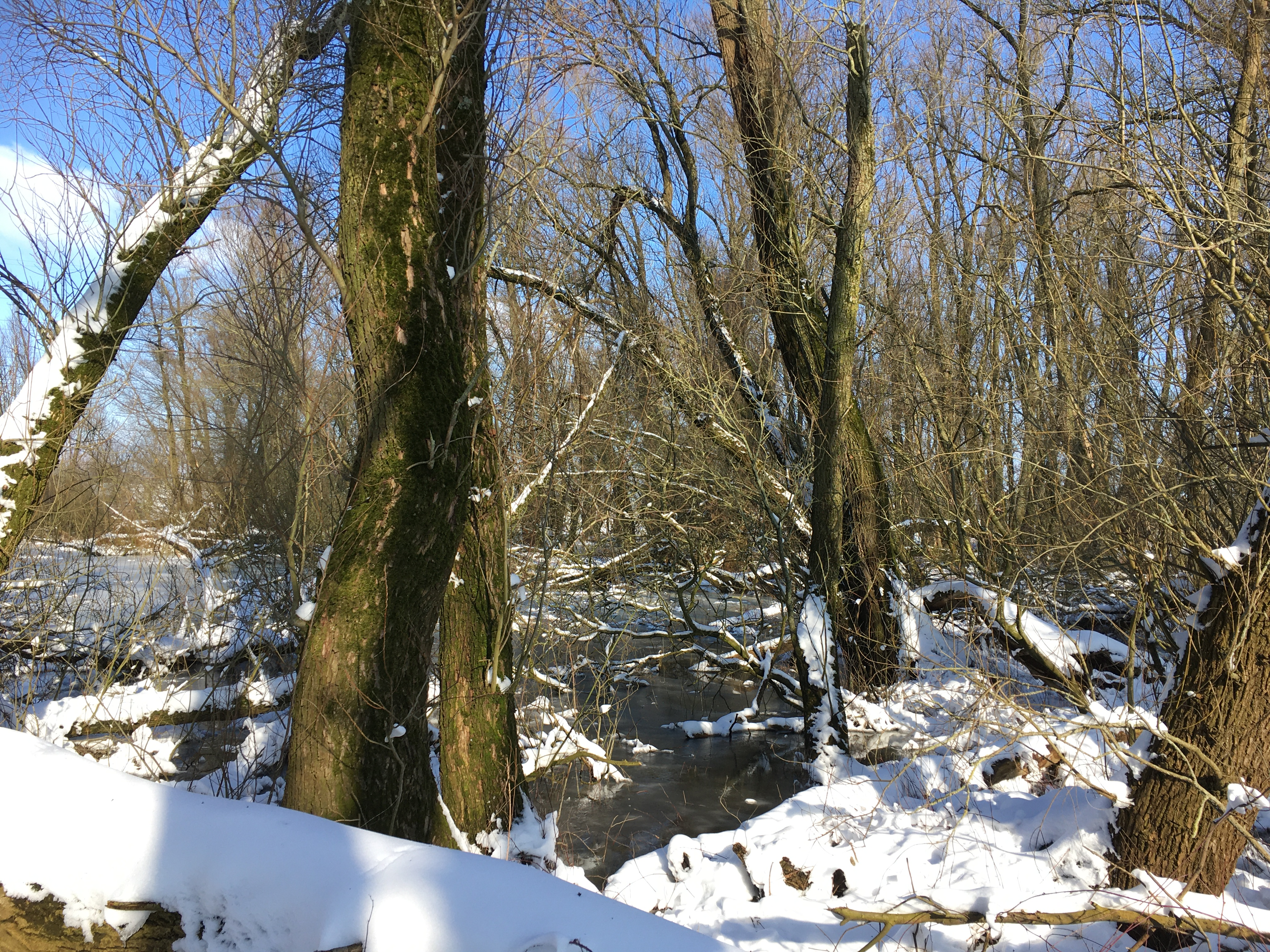
Winteraspect van een wilgenvloedbos
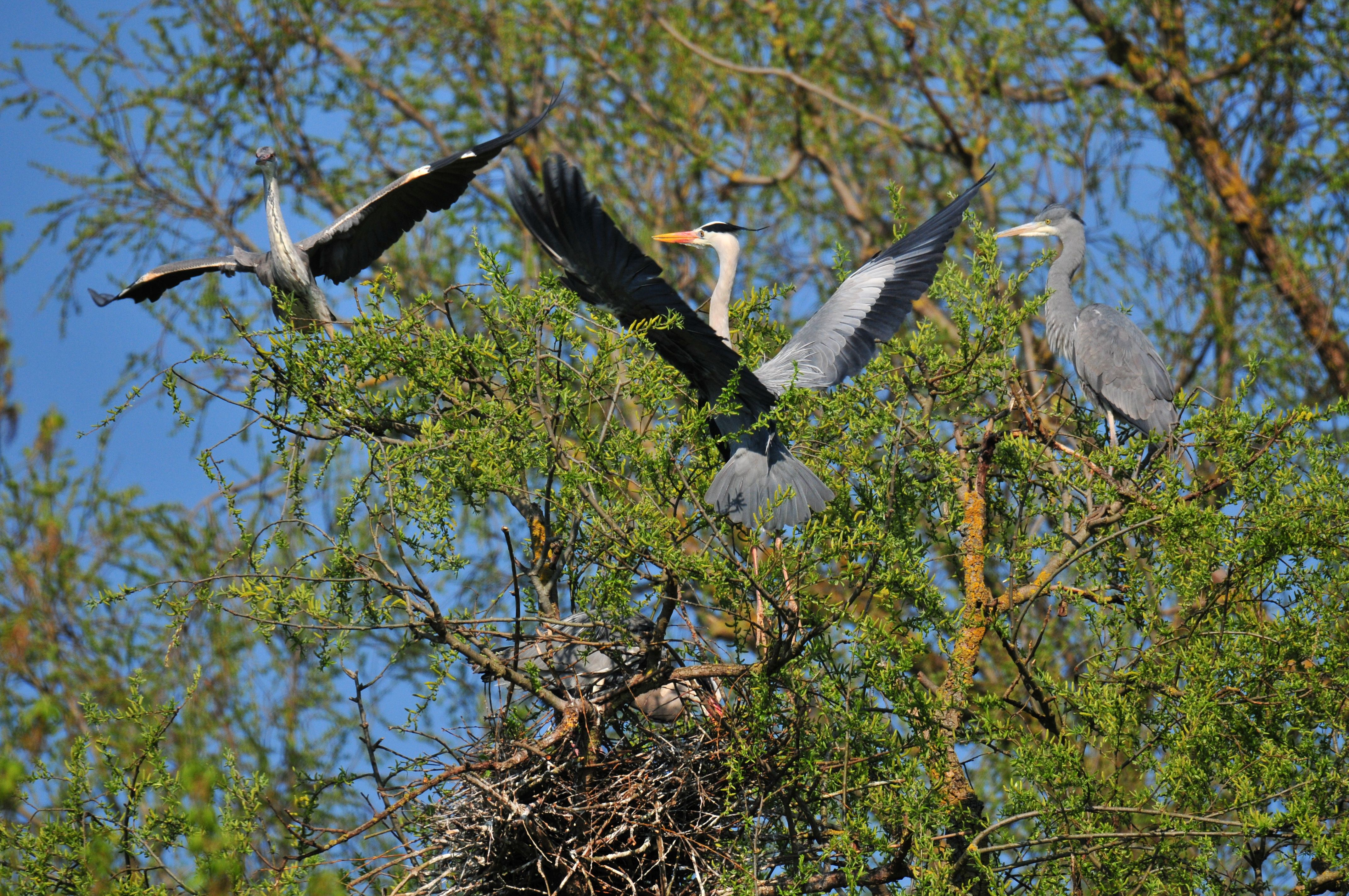
Blauwe reigers in een wilgenvloedbos
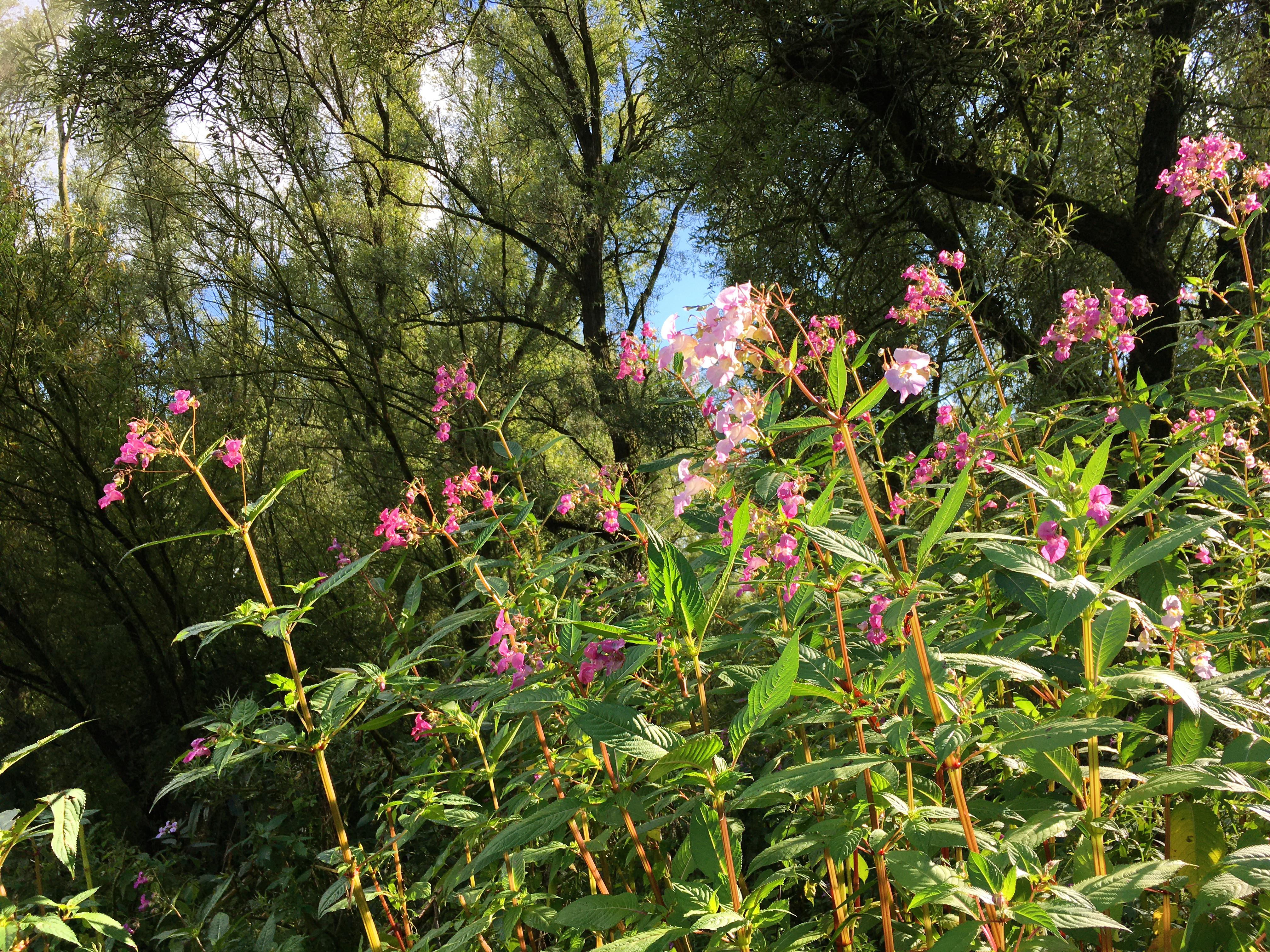
Derivaatgemeenschap van reuzenbalsemien